# 6941 Далґарно
6941 Далґарно (6941 Dalgarno) — астероїд головного поясу, відкритий 16 грудня 1976 року.
Тіссеранів параметр щодо Юпітера — 3,255.